# Малореченское (винодельческое предприятие)
Государственное предприятие «Малореченское» (ГП «Малореченское»; ранее Совхоз-завод «Малореченское») — винодельческое предприятие первичного и вторичного виноделия, основанное в 1957 году. Оно является одним из 8 предприятий входящих в состав ФГУП ПАО «Массандра». Предприятие расположено в селе Малореченское, Алуштинского горсовета.

## История
Возникновение виноделия в данной местности связано с именем Княжевича А. Д. Он являлся владельцем этих земель и занимался виноделием. Княжевич А.Д выращивал виноград на своих землях и изготавливал вино. Он осуществлял торговлю своими винами в Санкт-Петербурге, Харькове, Одессе (1856—1861), Ростове (1863), Саратове (1864), Нижнем Новгороде, а также в городах Урала и Сибири. На Нижегородской ярмарке он лично знакомил интересующихся с качественными крымскими винами. Предпринятая им активная торговая деятельность оказалась невыгодной. Но Княжевич А.Д сделал очень важное дело. Ознакомленные с крымскими винами на Нижегородской ярмарке купцы, со всей России стали ехать в Крым, что способствовало увеличению спроса на вина.

## О предприятии
Совхоз-завод «Малореченское» возник в 1957 году на бывших землях «колхоза имени Ленина» и ещё двух колхозов.
В 1958 году он вошёл в состав ФГУП ПАО «Массандра».
В совхозе были построены электростанция, водохранилище и водопровод, мастерские. Винодельческое хозяйство выступило новатором в технологии хранения винограда с помощью специальных холодильников.
В 1965 году в совхозе-заводе был создан «Обще-совхозный институт экономических знаний», рассчитанный на обучение 80 человек.
В 1969 году совхозом-заводом было произведено 205 тысяч декалитров виноматериалов, который используется в производстве вин: «Мускат белый Южнобережный», «Кокур десертный Сурож», «Мадера Крымская», «Портвейн красный Южнобережный» и др.
В 1973 году бригадой О. В. Опанасенко был собран рекордный урожай винограда 208,7 центнеров с гектара.
С 8 февраля 2006 года имеет официальное название Государственное предприятие «Малореченское».
В настоящее время площадь виноградников предприятия составляет 476 гектар. Они находятся в окрестностях 4 сёл Алуштинского горсовета. На предприятии работают 302 человека. Ежегодно на хранение помещают 500 тонн виноматериала для производства вин. Сортами винограда в насаждениях являются столовые: Шабаш, Италия, Грочанка, Кардинал, Молдова и технические сорта: Мускат белый, Мускат розовый, Каберне Совиньон, Пино-Гри, Бастардо Магарачский, Кокур белый, Альбильо, Вердельо, Саперави, Серсиаль, которые используются для изготовления крепких марочных вин.
На предприятии также занимаются выращиванием фруктов (площадь садов 96 гектар) и табака сорта Американ (площадь насаждений 50 гектар).

## Вина
С 1966 года началось производство вина «Бастардо Массандра». Его изготавливают из сорта винограда Бастардо Магарачский. Вино награждено 4 золотыми медалями (1 из них на международном конкурсе в Ялте в 1970 году).
Главным виноделом Задорожным Сергеем Владимировичем в 1996 году, на основе старинных рецептов разработанных во времена князя Л. С. Голицына в 1880 году, воссоздана новая марка вина, названая «Седьмое небо князя Голицына». Его изготавливают из сортов винограда: Кокур белый, Мускат белый и Мускат розовый. Вино было награждено 6 золотыми медалями. С этого же года производится «Портвейн Малореченский», который награждён 3 золотыми и 5 серебряными медалями.
В 1999 году разработана и производится «Марсала Малореченская», единственный аналог известного сицилийского вина «Марсала» в Крыму. Вино изготавливают из сортов винограда: Альбильо Крымский, Бастардо Магарачский, Каберне-Совиньон и Шабаш. На международных конкурсах вино награждено: 5 золотыми и 2 серебряными медалями. Начато производство «Марсала Солнечная». Вино было награждено золотой и 3 серебряными медалями.
Главным виноделом в 2003 году разработано новое десертное вино «Каберне Екатерины Десертное». Вино изготавливают из сорта винограда  Каберне-Совиньон. На международных конкурсах вино награждено 3 золотыми медалями. На предприятии также изготовлено Саперави сортовое. Вино награждено 2 серебряными медалями.
В 2004—2005 годах начато производство новых полусладких столовых вин: «Бастардо Каллистон» (награждено серебряной медалью), «Каберне Каллистон» (награждено золотой и серебряной медалью), «Кокур Каллистон» (награждено золотой и серебряной медалью) и «Саперави Каллистон» (награждено золотой медалью).
В 2009 году на основе 100-летнего вина типа «Малага» произведённого в Крыму, виноделами воссоздана технология производства данного вина и изготовлено новое марочное ликёрное вино «Нектар Массандры». Вино изготавливают из сортов винограда: Кокур белый, Бастардо Магарачский, Каберне-Совиньон. Оно содержит самую большую массовую долю сахара 28 % среди всех вин ФГУП ПАО «Массандра».
За успехи в деле виноделия С. В. Задорожный в 2015 году был избран почётным гражданином Алушты.
Предприятием осуществляется производство широкого спектра марочных и ординарных вин. Вина производимые ГП «Малореченское» были награждены множеством наград на международных конкурсах.

### Крепкие
- «Марсала Малореченская»
- «Марсала Солнечная»
- «Портвейн Малореченский»

### Ликёрные
- «Нектар Массандры»

### Десертные
- «Бастардо Массандра»
- «Каберне Екатерины Десертное»
- «Седьмое небо князя Голицина»

### Столовые полусладкие
- «Бастардо Каллистон»
- «Каберне Каллистон»
- «Кокур Каллистон»
- «Саперави Каллистон»

### Столовые сухие
- «Саперави сортовое»